# Schloss Gebhardsreuth

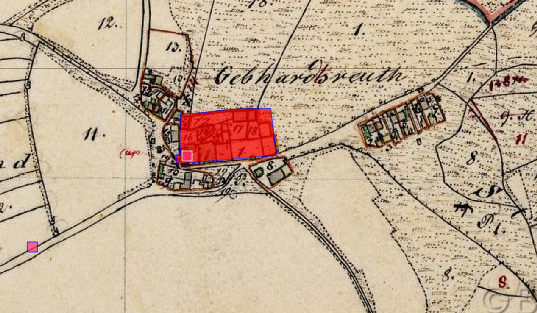
Lageplan von Schloss Gebhardsreuth auf dem Urkataster von Bayern

Das abgegangene Schloss Gebhardsreuth lag in Gebhardsreuth, einem Gemeindeteil der Marktgemeinde Moosbach im oberpfälzischen Landkreis Neustadt an der Waldnaab. „Archäologische Befunde des abgegangenen Schlosses von Gebhardsreuth, zuvor mittelalterlicher Adelssitz“ werden als Bodendenkmal unter der Aktennummer D-3-6340-0072 geführt.

## Geschichte
Gebhardsreuth ist, wie der Name aussagt, im Zuge einer Rodung im 12. Jahrhundert entstanden. Der Name Gebhardsreuth weist auf Graf Gebhard von Sulzbach hin, in dessen Herrschaftsbereich der Ort gelegen war. Ende des 14. Jahrhunderts hatten hier die Landgrafen von Leuchtenberg drei Güter, die ein Ulrich Treutwein als Lehen besaß. Im 15. oder in der ersten Hälfte des 16. Jahrhunderts kam Gebhardsreuth an die Waldauer, die es ebenfalls als Lehen vergaben. Nach dem Verkauf der Herrschaft Wadau an die Wirsberger (1545) wurde Gebhardsreuth ein Wirsberger Lehen. Im 16. Jahrhundert hatten die Gebhardsreuther (Gewartszreutter) das Lehen inne, allerdings übten sie keine Niedergerichtsbarkeit aus. Die Gutsinhaber besaßen aber die Edelmannsfreiheit (Mannschaft, Reis, Steuer und Scharwerk). Die Niedergerichtsrechte erwarben sie erst 1579 durch ein landesherrliches Privileg. In dem Dorf besaß das Kloster Kastl vier Höflein, die Leonhard von Prandt in der zweiten Hälfte des 16. Jahrhunderts aufkaufte. Nach den Landsassenmatrikeln sind folgende Besitzer zu nennen: die Gebhardsreuther (1518), Hans und Michael Gebhardsreuther (1545), deren Erben (1548), Georg Gebhardsreuther (1550, 1560), Wilhelm von Brand (1570), Hans Leonhard von Brand (zwischen 1570 und 1599), Wolf Christoph von Brand (1604). Als Christoph von Brand 1613 verstarb, wurden Erben und Gläubiger mit dem Lehensherrn Christof von Wirsberg nicht einig; das Hofgericht entschied 1620, dass Gebhardsreuth wieder an die Wirsberger kommen sollte, dabei wurde es der Ehefrau des Georg Wolf von Wildenstein tauschweise überlassen. Weitere Besitzer waren: Wolf von Wildenstein (1628), dessen Witwe Dorothea Maria (1650), Thomas Wilhelm von Sazenhofen, dann dessen Sohn Hans Adam und in der Folge dessen Witwe (1694), Johann Maximilian von Giggenbach, Pfleger zu Treswitz (1696), Achatz Heinrich von Donop (1725), Franz Anton Wittmann (1734), Maria Anna von Donop (1740), Leonhard Anton von Voith (1747). 1749 baute Leonhard Anton von Voith zu Gebhardsreuth seine Mühle und Säge in eine Glasschleife um. Ihm folgte sein Sohn Georg Joseph (1771) nach. 1809 wird Gebhardsreuth als Patrimonialgericht im Landgericht Vohenstrauß genannt. Das allodiale Landsassengut Gebhardsreuth kam im Weg des Konkurses von Georg Joseph von Voith an Vitus Schmucker, ehemaliger Gastwirt von Tröbes. Als Nichtadeliger konnte er die Gerichtsbarkeit nicht wahrnehmen und diese fiel an den Staat.
Das Landsassengut Gebhardsreuth mit Niedergericht gehörte verwaltungsmäßig zum Pflegamt Treswitz und kirchlich zur Pfarrei Moosbach. Laut der Hofmarksbeschreibung von 1840 gehörten zu dem Ort ein Schloss mit Hofgebäuden, zwei Tagwerkerhäuser, ein Glaspolierhaus, zwei Anwesen für die Glasschleifer, ein Hirtenhaus. 1818 wurde der Ort zusammen mit der Gebhardsreutherschleife und der Hechtlmühle eine selbständige Gemeinde. 1830 erfolgte die Eingemeindung nach Gröbenstädt und 1971 in den Markt Moosbach.